# M105
M105（也稱為NGC 3379）是一個位於獅子座的橢圓星系，由皮埃爾·梅香（Pierre Méchain）於1781年3月24日所發現。M105擁有一個超大質量黑洞。
M105也是獅子座I星系群（即M96星系群）中的一個星系，此星系群中還包括M95與M96兩個梅西耶天體。
M105星系和伴星系NGC 3384（透鏡星系）被一個巨大的中性氫環所包圍，該環半徑為200千秒差距（650千光年），質量為1.8×109 M☉，科學家在該環上已探測到恆星形成。

## 外部連結
- SEDS: Elliptical Galaxy M105
- WIKISKY.ORG: SDSS image, M105 （页面存档备份，存于）
- ESA/Hubble image of M105